# LG 옵티머스 (1세대)
LG 옵티머스(LG Optimus, LG GT540)는 LG전자가 2010년 6월에 출시한 LG 인터치 맥스에 이은 안드로이드 스마트폰으로, 옵티머스 시리즈의 최초 제품이다.

## 같이 보기
- 삼성 갤럭시